# Ананасова чича

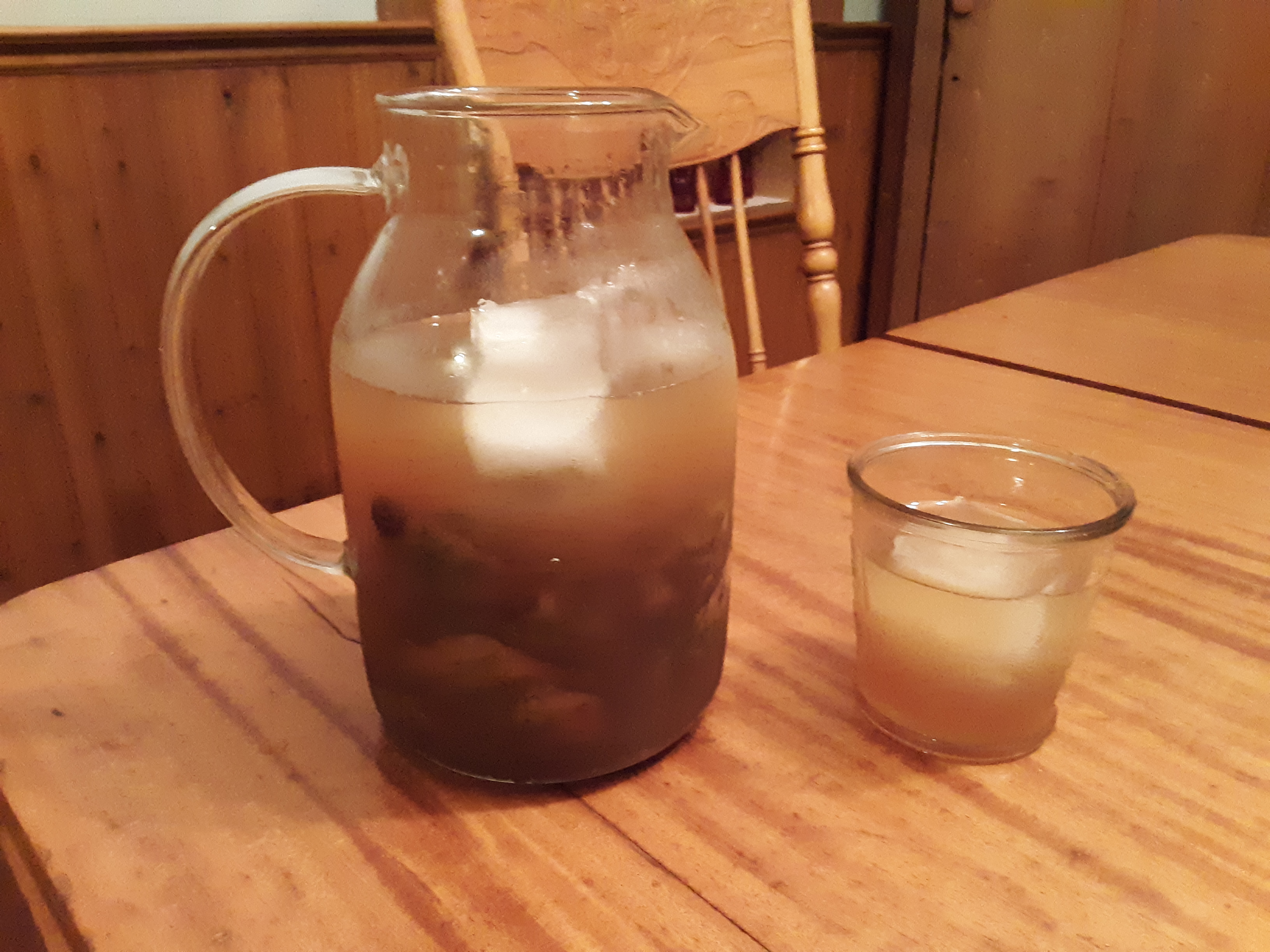
Глечик з крижаною чича де пінья

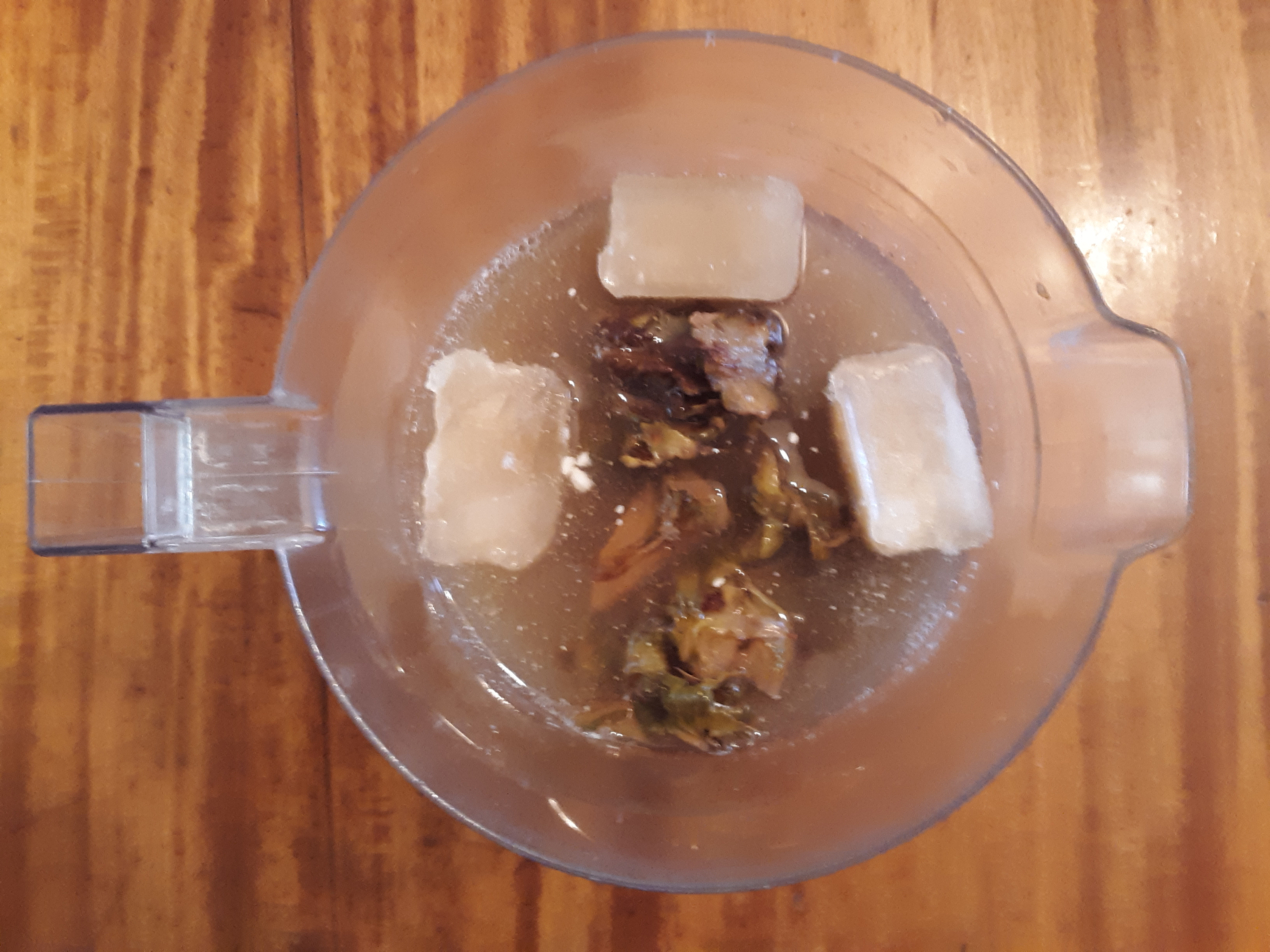
Чича де пінья з корицею, гвоздикою та кубиками яблучного соку. Шкірки ананаса стали м'якими від замочування в холодильнику протягом декількох днів.

Ананасова чича, Чича де пінья (Chicha de piña) є латиноамериканською пряною чичею, що зроблена з шкірки ананаса, панели або коричневого цукру і спеції, таких як кориця, гвоздика, аніс і мускатний горіх. Його готують просто, поклавши всі інгредієнти в каструлю з водою, кип'ятять на повільному вогні протягом години та охолоджують. Деякі рецепти також передбачають додавання рису, молока та ванілі. В Домініканській Республіці цей напій називають пера пінья, і виготовляють з рису і ананаса.
Як і інші чичі, її ферментують для перетворення в алкогольний напій, проте її можна пити й не ферментовану.